# Plusiophaes apicata
Plusiophaes apicata là một loài bướm đêm trong họ Noctuidae.